# Німецько-американський фонд спадщини США

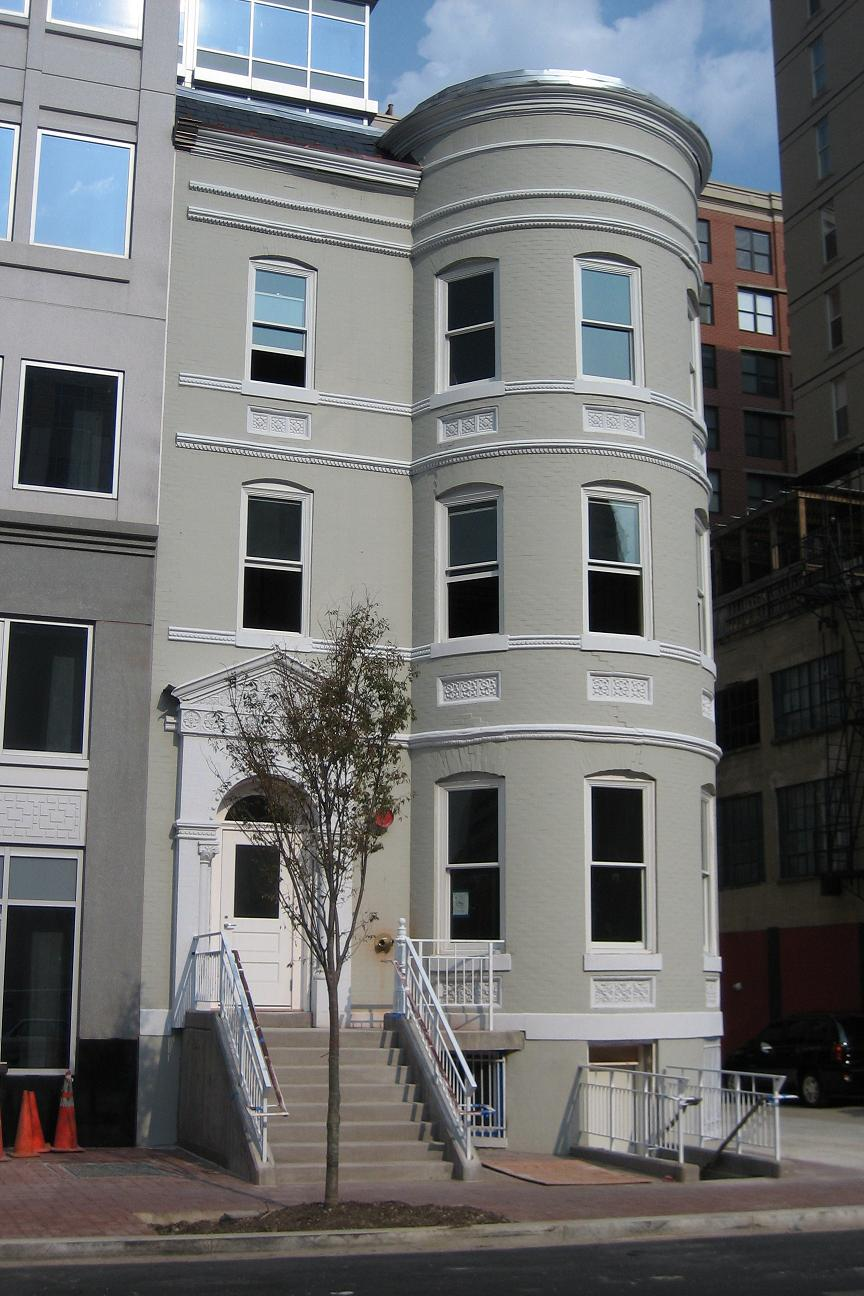
Hockemeyer Hall - Національний штаб

Німецько-американський фонд спадщини США ( GAHFUSA ) — це національна некомерційна організація, яка популяризує німецьку мову, культуру та спадщину в Сполучених Штатах і працює над збереженням історії американців німецького походження, які допомагали будувати Сполучені Штати. .  Це національна членська організація, через яку американці німецького походження та мови працюють разом над питаннями, що становлять спільний інтерес. Національна штаб-квартира організації знаходиться у Вашингтоні, округ Колумбія
Німецько-американський фонд спадщини був заснований як Об'єднаний німецько-американський комітет США в 1977 році. 
Щороку відтоді, як у 1987 році президент Рональд Рейган вперше оголосив 6 жовтня німецько-американським днем, GAHFUSA звертається до Білого дому, Конгресу Сполучених Штатів, а також до органів державної влади та місцевих органів влади з проханням випустити національні та загальнодержавні прокламації. 
17 жовтня 2008 року Фонд німецько-американської спадщини придбав Hockemeyer Hall для створення першого національного Музею німецько-американської спадщини США . Завдяки прихильникам і збору коштів GAHF вдалося відремонтувати інтер’єр і екстер’єр старого таунхаусу, який був відкритий у березні 2010 року. 

## Відомі «Видатні німецько-американці»
Організація вшановує видатний внесок американців німецького походження через свою нагороду «Видатний американець німецького походження року», яку вона вручає на щорічній премії Ради 1000 і урочистій урочистій урочистості зі збору коштів.  Серед відомих нагороджених:
- 1989: Вернер Фрікер
- 1990: Ерік Браден
- 1992: Хайнц К. Прехтер
- 2005: Гюнтер Блобель
- 2006: Х. Норман Шварцкопф
- 2008: Джеско фон Путткамер [5]
- 2009: Вільям Р. Тімкен
- 2010: Пол Волкер
- 2011: Роберт Зеллік
- 2015: Дуг Оберхельман
- 2016: Філіп Ф. Аншутц
- 2018: Пітер Тіль

## Дивіться також
- Німецько-американський музей спадщини США
- американці німецького походження
- Список німецьких американців
- Німецька мова в США
- Auswanderer Denkmal
- Німецько-американці в громадянській війні
- Німецькі винахідники і першовідкривачі

## Зовнішні посилання
- Офіційний сайт